# Cosmosoma gemmata
Cosmosoma gemmata là một loài bướm đêm thuộc phân họ Arctiinae, họ Erebidae.